# Raska Lukwiya
Raska Lukwiya (fallecido el 12 de agosto de 2006) fue el dirigente número tres del grupo rebelde Ejército de Resistencia del Señor, fundado en el norte de Uganda. Se cree que es nativo del distrito de Gulu ubicado al norte de Uganda, Lukwiya sirvió sucesivamente como General de Brigada, comandante del ejército adjunto y comandante del ejército del LRA, el último siendo el rango más alto del LRA después de las lideraras por Joseph Kony y Vincent Otti.
Fue uno de los cinco dirigentes del LRA por la que la Corte penal Internacional emitió sus primeras órdenes en junio del 2005 y fue acusado por tres delitos: una de esclavitud constituyendo un crimen en contra la humanidad y un cargo de tratos y ataques crueles en los civiles que constituyen crímenes de guerra.
Fue asesinado en combate con las Fuerzas de Defensa del pueblo de Uganda, mientras que las negociaciones de paz mediados por el gobierno de Sudán Del sur estaban en curso.